# Joe Raposo
Joseph Guilherme Raposo, detto Joe (Fall River, 8 febbraio 1937 – New York, 5 febbraio 1989), è stato un compositore e pianista statunitense.

## Carriera
Il suo nome è legato a diverse composizioni musicali per la televisione. Ha composto il tema musicale della serie per bambini Sesamo apriti (Can You Tell Me How to Get to Sesame Street?). 
È autore del brano Bein' Green, originariamente eseguito da Kermit la Rana dei Muppets, cantata da numerosi artisti; così come del brano C Is For Cookie, utilizzato sempre nei Muppets.
Tra gli altri suoi lavori per la televisione vi sono quelli per The Electric Company (1971-1975), Shining Time Station, Tre cuori in affitto, Madeline e I Roper.
Nel 1982 ha ricevuto la candidatura all'Oscar alla migliore canzone per The First Time It Happens, dal film Giallo in casa Muppet.
Ha vinto due Primetime Emmy Awards (1970 e 1989) e un Daytime Emmy Awards (1989).
È deceduto a causa di un linfoma non Hodgkin all'età di 51 anni.